# ファンコーニ症候群
- ファンコニ症候群
- ファンコニー症候群

ファンコーニ症候群（ファンコーニしょうこうぐん）は、腎臓の近位尿細管の機能不全によって生じる疾患で、ブドウ糖、アミノ酸、尿酸、リン酸、炭酸水素塩(HCO3)が再吸収されずに尿中にそのまま排泄されるものである。診断は糖尿、リン酸尿、アミノ酸尿を示すことによる。遺伝性のものと後天性（薬剤性、重金属）によるものがある。

## 臨床像
近位尿細管の側底膜に発現するNa+/K+ATPaseの機能不全のために、Na+依存性二次性輸送が障害され、グルコース、アミノ酸、リン酸、尿酸などが再吸収されずに尿中へ露出する。Fanconi-Bickel症候群はNa+非依存性グルコース輸送体(GLUT2)の先天異常のために糖を細胞外に排出できず、肝臓へのグリコーゲン蓄積（糖原病XI型）とファンコーニ様症状を呈する。
その型によって近位尿細管に及ぼす影響が異なり、合併症も異なる。炭酸水素塩の逸失はタイプ2すなわち近位尿細管性アシドーシスをもたらす。リン酸の逸失は、リン酸が骨形成に必要な物質であるがために、ビタミンDやカルシウムが十分量ある場合でも、くる病をもたらす。

## 名称について
ファンコーニ症候群は、スイスの小児科医であるグイドー・ファンコーニにちなんで名づけられた名称である。しかし、ファンコーニ自身はこの疾患を症候群としては報告していないところから、誤った名づけ方と言えるかもしれない。しかしながら、グッドパスチャー症候群の場合を見ればわかるとおり、一連の症状が同時に生じていることを記録した人物の名前を付けることは、習慣となっている。

## 症状
小児
「発育不全」「成長遅滞」「低リン酸性くる病」。乳幼児では、多尿に伴う高度脱水により反復する発熱を認める場合がある。
成人
「骨軟化症」と「筋力低下」
近位尿細管性アシドーシスでみられる臨床症状は以下のようなものがある。
- 多尿症（英語版）、多飲症（英語版）、脱水症
- 成長障害
- アシドーシス
- 低カリウム血症
- 低ナトリウム血症
- 高クロール血症

もっと一般的なファンコーニ症候群での近位尿細管障害には次のようなものが挙げられる。
- 低リン酸血症/リン酸尿
- 腎性糖尿
- タンパク尿/アミノ酸尿
- 高尿酸尿症（低尿酸血症（英語版））

## 原因
先天性（遺伝性）と後天性がある。

### 遺伝性ファンコニ症候群
遺伝性代謝性疾患で、他の遺伝性疾患やシスチン尿症との合併が多い。
| 診断                                            | 原因遺伝子    | 随伴症状                                       |
| ----------------------------------------------- | ------------- | ---------------------------------------------- |
| デント病-1                                      | CLCNS         | 小児期の多くは無症状。高カルシウム尿症、腎結石 |
| デント病-2                                      | OCRL1         |                                                |
| Lowe症候群（眼脳腎症候群）                      | OCRL1         | 白内障、神経症状                               |
| ミトコンドリア病                                | 多彩          | 神経筋症状、心筋障害、肝障害、多臓器障害       |
| 乳児型シスチン尿症                              | CTNS          | 角膜、骨膜への沈着                             |
| ガラクトース血症                                | GALT          | 肝腫大、黄疸、発達障害                         |
| 遺伝性フルクトース不耐症                        | ALDOB         | 肝障害、低血糖                                 |
| 糖原病Ia型（グルコース-6-ホスファターゼ欠損症） | G6PC          | 肝障害、低血糖                                 |
| Fanconi-Bocke症候群                             | GLUT2(SLC2A2) | 成長障害、肝腫大                               |
| チロシン血症1型                                 | FAH           | 肝障害                                         |
| ウィルソン病                                    | ATP7B         | 肝障害、神経症状、角膜輪                       |
| 特発性                                          | 不明          |                                                |

- 小児慢性特定疾病情報センター資料[3]より引用し改変、

### 後天性ファンコニ症候群
要因としては、ビタミンDの欠乏や期限切れのテトラサイクリンの服用や、腎不全が先行していた場合のテノフォビル服用の副作用が挙げられる。HIV感染者では、テノフォビルやジダノシンを含む抗レトロウイルス療法の利用によって二次的にファンコーニ症候群を生じることがある。重金属（カドミウム（イタイイタイ病）、水銀、鉛、ウラン、白金など）の摂取もファンコーニ症候群を生じる。
多発性骨髄腫や意義不明の単クローン性ガンマグロブリン血症 (MGUS)でもファンコーニ症候群を引き起こしうる。

## 治療
対症療法として尿と共に失われる物質の補充が中心となる。先天性の場合、完治させることは出来ないが適切な治療で症状の悪化を止め改善する事は可能である。
- 薬剤性の病態では薬剤中止。
- 血液の酸性度が高くなった状態のアシドーシスでは、重炭酸ナトリウムの溶液の飲用。
- 血液中のカリウム濃度が低い場合は、カリウムの経口補充。
- リン酸塩とビタミンDの経口補充。
- 小児が腎不全発症した場合は、救命のための腎移植。